# 白玉稲荷神社 (中野区)
白玉稲荷神社（しらたまいなりじんじゃ）は東京都中野区の神社。

## 概要
創建年代は不明である。元々は宝仙寺の境内にあったが、明治時代の神仏分離政策により、現在地に移転した。
当社の祭祀は長年、宝仙寺の僧侶が勤めており、大正の頃までは宝仙寺住職の富田斅純が関わっていたという。

## 交通アクセス
- 東京メトロ丸ノ内線・都営地下鉄大江戸線中野坂上駅より徒歩2分。

## ギャラリー

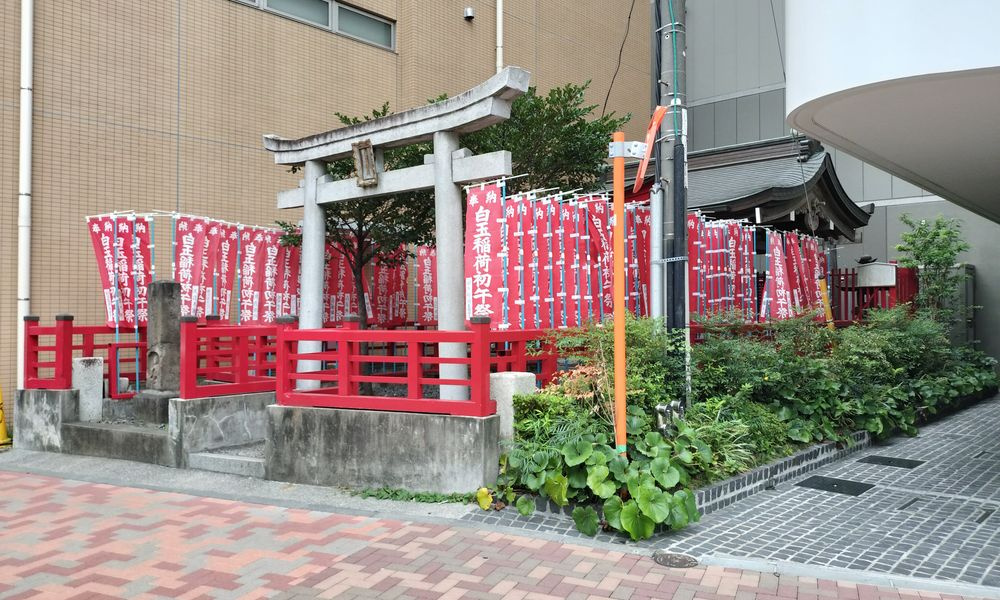
右斜め前
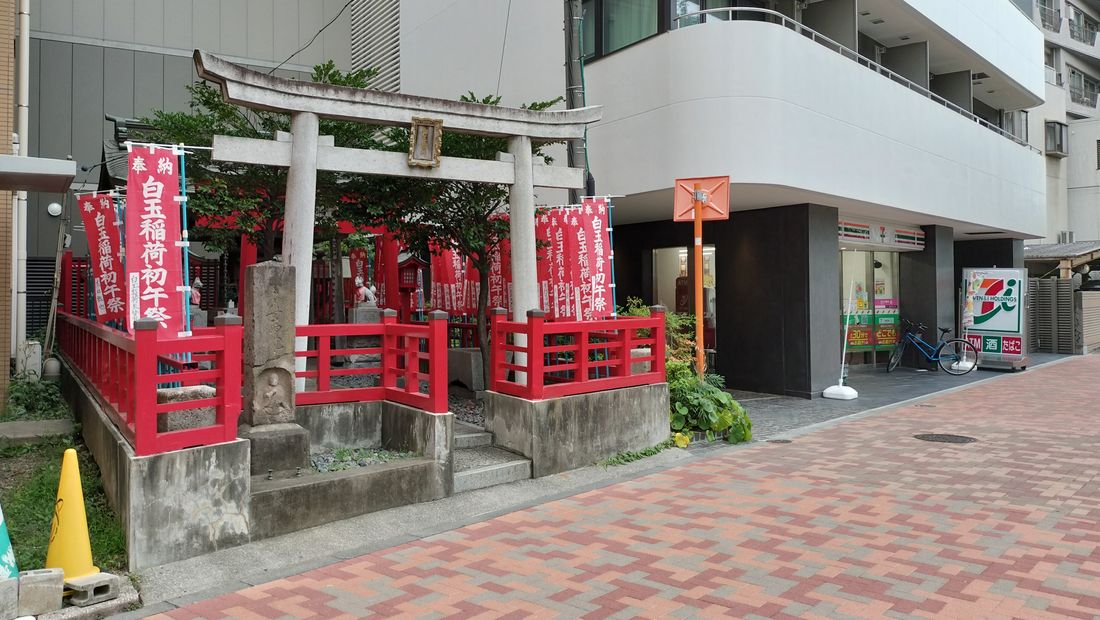
左斜め前
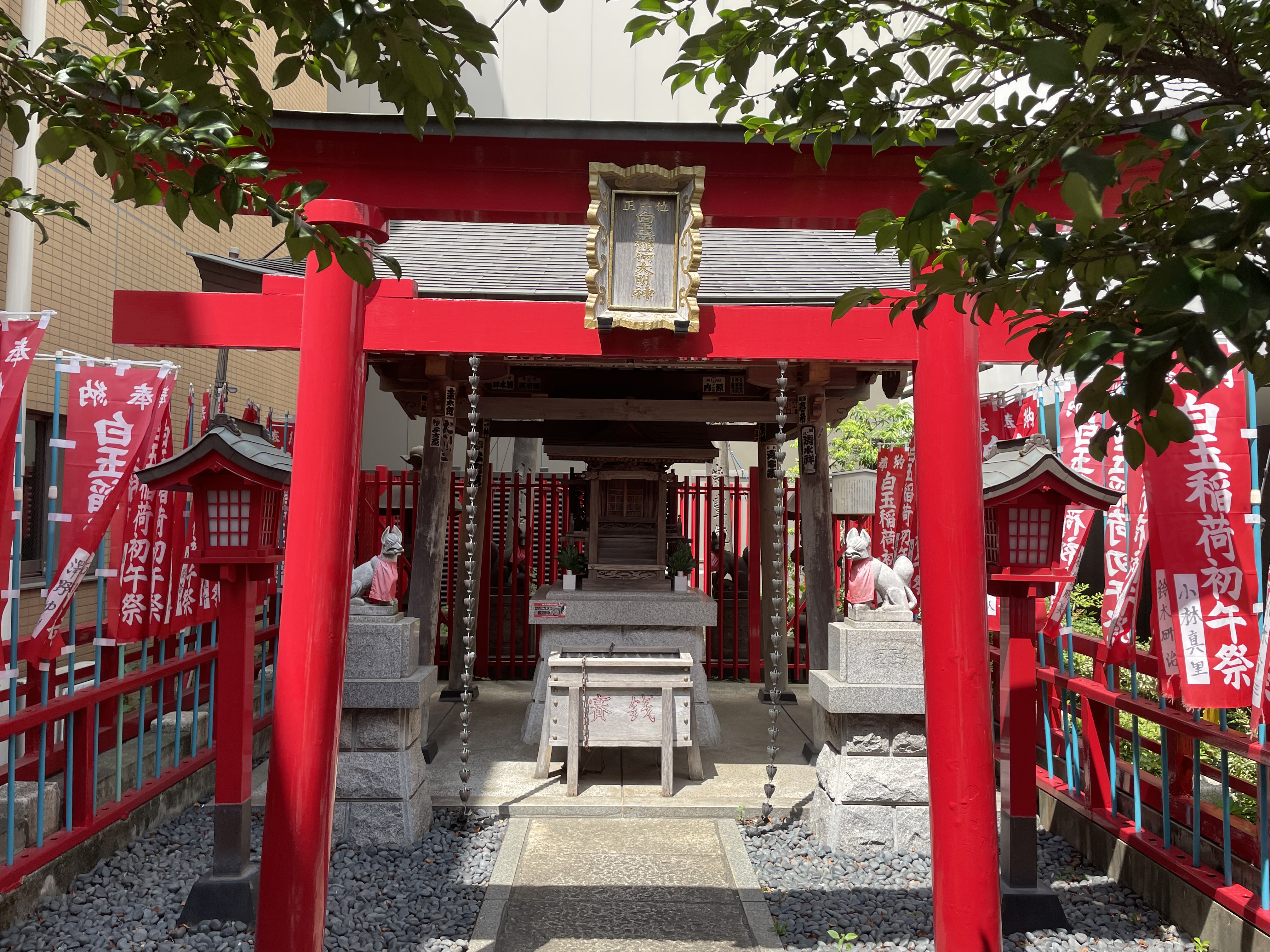
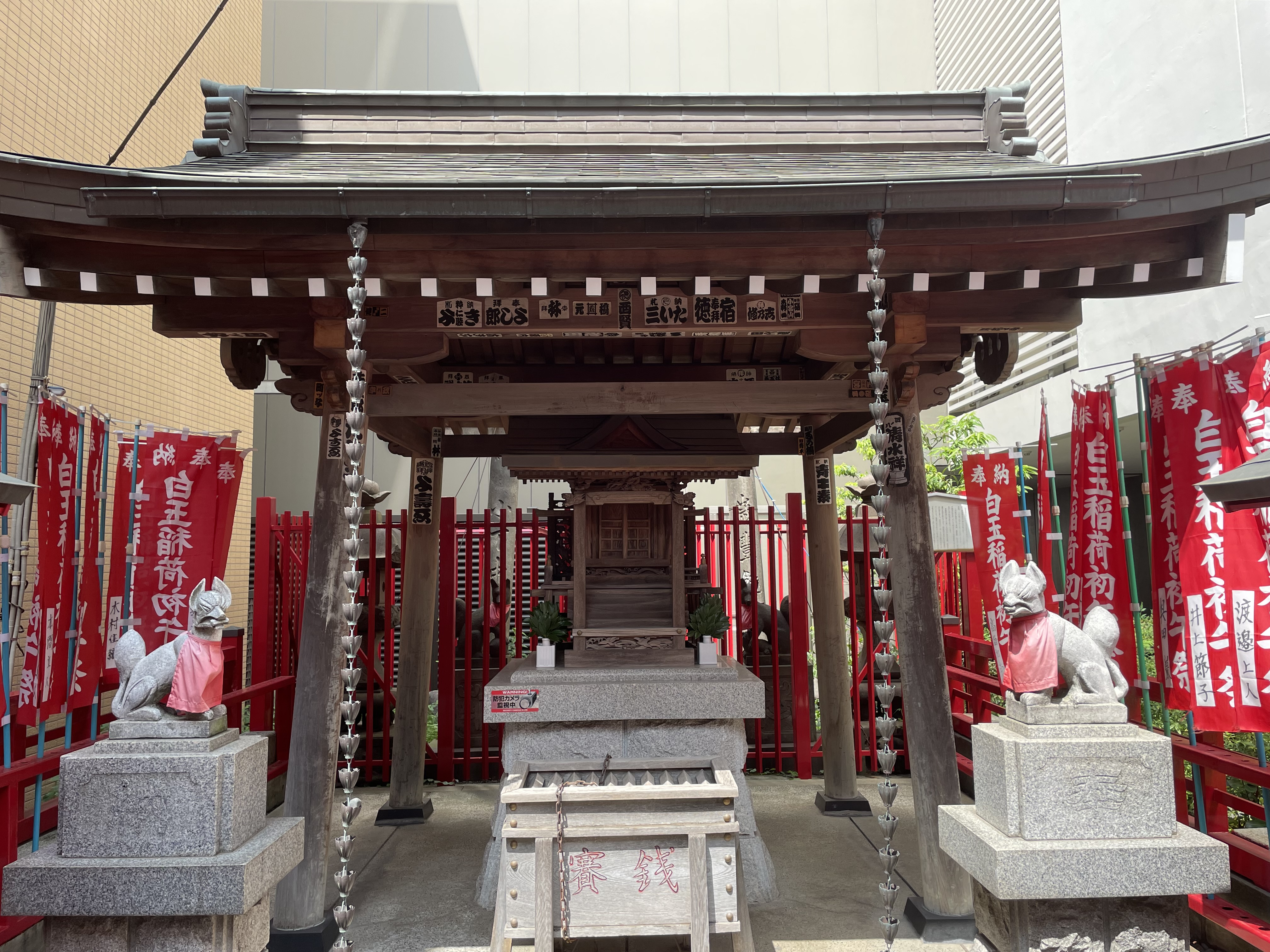